# 성실무역업체
성실무역업체(Authorized Economic Operator, 약칭 AEO) 또는 수출입 안전관리 우수업체는 2001년 9월 11일 발생한 미국 9.11 테러를 계기로 세계관세기구(WCO)에 의하여 2005년 6월 WCO SAFE Framework로 태동한 국제무역 물류보안을 위한 민ㆍ관 협력프로그램이다. 또한 2013년 인도네시아 발리에서 개최되었던 WTO 각료회의에서 최종 타결된 WTO의 무역원활화협정(TFA)에 포함되어 국제무역 원활화를 대표하는 국제공인 역할로 확대되고 있다. 대한민국의 AEO제도는 국제 기준의 안전관리와 더불어 내부통제시스템이라는 관세청의 수출입 기업관리 제도를 포함하고 있다. 이 제도는 내부회계 관리제도의 근간이 된 ‘COSO(2013: New COSO Framework)’와 미국 관세국경보호청(CBP)의 자율기업(ISA) 모델을 토대로 구성되어 수출입 기업의 통관적법성에 관한 상시 위험관리에 최적화한 특징이 있다.